# Giampaolo Cominato
Giampaolo Cominato (Bolzano, 21 ottobre 1942 – 21 marzo 2006) è stato un dirigente sportivo, allenatore di calcio e calciatore italiano, di ruolo centrocampista.

## Carriera
Inizia la carriera nel 1960 in Serie C con il Perugia e nel 1962 debutta in Serie B con il Padova. Rientra a Perugia per un'altra stagione e successivamente disputa un campionato di Serie D con la Fermana.
Passa alla Salernitana, dove vince il campionato di Serie C 1965-1966 e disputa un altro campionato di Serie B. Dal 1967 al 1970 è alla Casertana, con cui vince il campionato di Serie C 1969-1970.
Nella stagione 1970-1971 gioca per un altro anno in Serie B con l'Arezzo ed infine torna alla Salernitana dove termina la sua carriera nel 1972.

### Direttore sportivo
Ha ricoperto dapprima l'incarico di segretario sportivo ed in seguito direttore sportivo della Casertana dal 1973 al 1975. La stagione successiva è passato con tale mansione alla Nocerina, rimanendovi dal 1975 al 1977. Il 5 febbraio 1977 diviene il direttore sportivo della Salernitana per poi dimettersi il 24 ottobre del 1977. Nella stagione 1980-1981 torna alla Nocerina.
Coinvolto nel 1986 nello "scandalo Vautrot", venne condannato, assieme al direttore sportivo del Genoa Spartaco Landini, a un anno di reclusione per truffa e alla restituzione di 100 milioni di lire alla Roma.

## Palmarès

### Giocatore

#### Competizioni nazionali
- Serie C: 2

Salernitana: 1965-1966
Casertana: 1969-1970